# Ceratinella brunnea
Ceratinella brunnea är en spindelart som beskrevs av James Henry Emerton 1882. Ceratinella brunnea ingår i släktet Ceratinella och familjen täckvävarspindlar. Inga underarter finns listade i Catalogue of Life.